# O Grande Kilapy
O Grande Kilapy és una pel·lícula luso-angolesa-brasilera del gènere comèdia dramàtica, realitzada per Zézé Gamboa i protagonitzada per Lázaro Ramos, Pedro Hossi, João Lagarto, Patrícia Bull i São José Correia. Es va estrenar als cinemes d'Angola el 9 de juliol de 2013, a Brasil fou exhibit el 23 d'octubre, a Portugal el 30 d'octubre de 2014 i a Moçambic el 9 d'abril de 2015.

## Argument
Joao Fraga és un jove angolès, descendent d'una família rica des de l'època colonial. Aquest noi mestiço només vol viure la vida, divertir-se amb els amics i gastar-se els diners. Encara que és l'executiu sènior del Banc Nacional d'Angola, desvia els fons propis de la institució, distribuint diners a col·legues i activistes per a l'alliberament d'Angola. João va a la presó, però quan va sortir de la presó, la societat el confirma com a heroi local.

## Repartiment
- Lázaro Ramos – Joãozinho
- João Lagarto – Raul
- Pedro Hossi – Pedro
- Hermila Guedes – Francisca (Kika)
- Buda Lira – Ernesto Lopes
- Patrícia Bull – Rita
- Pedro Carraca – Rui
- Adriana Rabelo – Maria Antónia (Mitó)
- Sílvia Rizzo – Carmo
- São José Correia – Lola Valdez
- Antonio Pitanga – Pai de Joãozinho
- Maria Ceiça – Mãe de Joãozinho
- Alberto Magassela – Alfredo
- Carlos Paca – Zeca
- Miguel Telmo – Engraxador
- Filipe Crawford – Inspector da PIDE
- Manuel Wiborg – PIDE Lisboa
- José Boavida – Abílio (empregado)
- Marcello Urgeghe – 1º PIDE Luanda
- Jorge Silva – 2º PIDE Luanda
- Carlos Sebastião – Director PIDE Luanda
- José Pedro Gomes – Artur